# Angioedem ereditar
Angioedemul ereditar (prescurtat AEE) este o tulburare care are ca rezultat apariția unui edem  sever localizat în diferite părți ale corpului. Edemul afectează cel mai frecvent brațele, picioarele, fața, tractul intestinal și căile respiratorii. Edemul nu este însoțit de senzația de mâncărime. La nivelul tractului intestinal edemul este însoțit de durere abdominală și vărsături. La nivelul căilor respiratorii poate duce la obstrucție. În lipsa tratamentului atacurile apar în mod obișnuit la fiecare câteva săptămâni și durează câteva zile1)2).
Există trei tipuri principale de AEE3).
- Tipurile I și II sunt determinate de o mutație în gena SERPING1 care produce proteina inhibitorului de tip C1,

- în timp ce tipul III este determinat adesea de o mutație a genei factorului XII3). Acest lucru duce la creșterea cantităților de bradikinină care favorizează edemul3).

Boala a fost descrisă pentru prima dată în 1888 de către William Osler5).
Boala se manifestă ca urmare a creșterii cantităților de bradikinină care favorizează edemul3).
AEE este o boală genetică care se transmite de la părinții unei persoane într-o manieră autosomală dominantă sau poate apărea ca o nouă mutație3).
Factorii declanșatori ai unui atac pot include traume minore sau stres.
Cu toate acestea, atacurile pot apărea și în lipsa unui factor declanșator3).
Diagnosticul AEE de tip I și II se bazează pe măsurarea nivelelor inhibitorilor C4 și C12).

## Simptomatologie
Debutul simptomatologiei clinic apare , în general, în jurul pubertății, dar,de asemenea, pot apărea și mai devreme. Pacienții au edeme recurente la nivelul extremităților, organelor genitale, feței, , laringelui, tractului gastro-intestinal. Unii pacienți descriu o senzație de plenitudine, dar nu și durere sau senzație de mâncărime în zona afectată, cu excepția cazurilor de AEE cu edem abdominal, cazuri în care durerile acute abdominale sunt prezente. Sunt pacienți care experimentează durere intensă în zona afectată de edem, împreună cu senzație de mâncărime  și senzație de temperatură locală, indiferent de zona afectată.
Cazurile care implică prezența edemului în jurul gâtului sau laringelui pot determina dificultăți  respirațorii și sunt amenințătoare de viață. Episoadele de la nivelul tractului gastrointestinal pot provoca o serie de complicații, inclusiv deshidratarea și în funcție de durata episodului poate fi fatal. Simptomele principale de la acest nivel sunt reprezentate de vărsături violente și durere intensă.

## Fiziopatologie
AEE este o boală genetică autosomal dominantă,   existând diferențe sexuale în transmitere,copii indiferent de sex fiindla fel de susceptibili de a primi gena mutantă  și a dezvolta boala în funcție de achiziția genei mutante de la părinți. Spre exemplu, tatăl purtător al genei mutante pentru AEE are boala, în timp ce mama, partenera sa, prezintă doua alele non-mutate ale genei inhibitorului C1 și nu are boala. Posibilitatea unei încrucișări între ele conduce către următorul rezultat după cum e sugertat în figură: doi dintre urmașii lor vor avea boala, în timp ce ceilalți doi, nu vor avea boala6)7).

Tatăl afectat care are AEE are o mutație la nivelul uneia dintre genele C1-INH. Fiecare dintre copiii săi, indiferent de sex, va avea o șansă de 50% să îi moștenească gena mutantă C1-INH8).

## Epidemiologie
Prevalența AEE este relativ scăzută cuprinsă între 1 : 10 000 și 1: 50 000 de persoane.
Într-o analiză a pacienților care nu au antecedente de AEE în familia lor, dar care au un nivel relativ scăzut de C1-INH mutant și manifestă un angioedem recurent, 25% dintre pacienții noi cu AEE au avut modificări C1-INH care nu prezintă semne de moștenire7)8).
Există trei tipuri de AAE după deficiența de inhibitor C1 (C1-INH)9).
AEE de tip I este în primul rând cauzată de o deficiență a proteinelor din sânge (inhibitori ai esterazei C1) care în mod normal suprimă activarea sistemului complement. Stimularea excesivă a acestui sistem conduce la producerea de anafilatoxine inflamatorii, care afectează fluxul fluidelor corporale dintre sistemul vascular și țesuturile corpului. Această deficiență este responsabilă pentru aproximativ 80-85% din cazuri.
AEE de tip II este o formă mai puțin frecvent întâlnită și reprezintă 15-20% din cazuri. În acest caz, se produc proteine atipice C1-INH care sunt mai puțin capabile să suprime activarea sistemului complement. La fel ca la tipul I, acest lucru duce la supra-stimularea acestui sistem.
AEE de tip III este rar și a fost documentat recent. Spre deosebire de tipurile I și II, această formă nu pare a fi legată de deficiența inhibitorului C1. Acest tip afectează în principal femeile și pare să fie influențat de contactul cu estrogeni și de terapia de substituție hormonală (de exemplu contraceptive orale). Patogenia sa stă la baza  creșterii activității enzimei kininogenezei, ceea ce duce la creșterea nivelului de bradikinină. Alți pacienți cu AEE de tip III au modificări în gena F12, care codifică o proteină care participă la coagularea sângelui10). Unii pacienți cu AEE de tip III au o mutație în gena F12 care produce o proteină implicată în formarea trombilor11). Datorită rezultatelor unui test genetic pe 4 familii germane afectate, se crede că acest tip de afecțiune este cauzat de o genă care determină boala în cromozomul 5q.35.2-q35.3 12).
|               | C1-INH Cantitativ | C1-INH Funcțional | C4 - Nivel | C3 - Nivel | C1q - Nivel |
| AEE TIPUL I   | ↓                 | ↓                 | ↓          | Normal     | Normal      |
| AEE TIPUL II  | Normal            | ↓                 | ↓          | Normal     | Normal      |
| AEE TIPUL III | Normal            | Normal            | Normal     | Normal     | Normal      |

## Diagnostic
Recunoașterea AEE este adesea dificilă datorită variabilității largi a expresiei bolii. Cursul bolii este diferit și imprevizibil, chiar și în cadrul unui singur pacient pe durata vieții. Această boală poate fi similară cu alte forme de angioedem care rezultă din alergii sau alte afecțiuni medicale, dar este semnificativ diferită în ceea ce privește cauza și tratamentul. Când AEE este diagnosticat greșit ca și alergie, este cel mai frecvent tratată cu steroizi și epinefrină, medicamente care sunt de obicei ineficiente în tratarea unui episod AEE. Alte erori de diagnostic duc la intervenții chirurgicale inutile pentru pacienții cu edem abdominal. Alțe cazuri de pacienți cu AEE au raportat că durerea lor abdominală a fost diagnosticată greșit ca fiind psihosomatică.
AEE reprezintă doar o mică parte din toate cazurile de angioedem. Pentru a evita posibilele consecințe fatale, cum ar fi obstrucția căilor respiratorii superioare și chirurgia abdominală inutilă, importanța unui diagnostic corect instituit precoce este crucială.
AEE ar trebui luată în considerare dacă un pacient prezintă:
- Angioedem recurent (fără urticarie)
- Episoade recurente de dureri abdominale și vărsături
- Edemul laringian

•Alți membrii ai familiei diagnosticați cu angioedem13)14)
Analizele de sânge, prelevate în timpul unui atac, se pot folosi pentru diagnosticarea afecțiunii.
Se urmăresc valorile:
- Factorul 4 al complementului seric (C4),
- Nivelul cantitativ C1-INH,
- Nivelul functional C1-INH, dacă este disponibil.

Analiza nivelurilor de C1-INH este important pentru diagnostic. C4 și C2 sunt componente complementare.

## Management
Managementul boli implică prevenirea atacurilor și tratamentul lor1). Pe parcursul unui atac pot fi necesare administrări de fluide intravenoase și suport respirator1).  Medicația pe bază de inhibitor de C1 poate fi utilizată atât pentru prevenție precum și pentru tratament1).  Icatibant se utilizează pentru a trata atacurile acute1).
Tratamentul cu inhibitori de conversie ai angitensinei (IECA) este contraindicat în această situație, deoarece aceste medicamente pot duce la acumularea de bradikinină, care poate precipita atacurile de boală15)16).

## Profilaxie

### Profilaxia pe termen lung
Persoanele la care episoadele apar cel puțin o dată pe lună sau care prezintă un risc crescut de apariție a edemului laringian necesită profilaxie pe termen lung. Există mai multe studii clinice de fază III care se referă la profilaxia și terapia AEE. Acestea au condus la înregistrarea derivaților din plasma pdC1INH în multe părți ale lumii, antagoniști ai receptorilor de bradykinină (icatibant) în Europa, inhibitorii de kallikreină (ecalantide și lanadelumab) în Statele Unite și terapia de substituție recombinantă C1-INH (rhC1INH - conestat alfa) în Europa. S-a arătat că acidul tranexamic este o terapie relativ ineficientă. Profilaxia cu danazol rămâne o opțiune, dar agenții terapeutici sunt acum utilizați mai mult pentru profilaxie din cauza evenimentelor adverse ale danazolului17).
Pentru persoanele care necesită profilaxie pe termen lung, terapia la domiciliu permite pacienților să aibă o calitate normală a vieții.
În 2018, Administrația Americană pentru Alimente și Medicamente (FDA) a aprobat lanadelumab, un anticorp monoclonal injectabil, pentru prevenția atacurilor AEE de tip I și II la pacienții cu vârsta peste 12 ani. Lanadelumab inhibă kalikreina o enzima plasmatică care eliberează kinine, bradikinina și kalidina, din precursorii lor kininogenici fiind produsă în exces la persoanele cu AEE de tip I și II18)19).

### Profilaxia pe termen scurt
Profilaxia pe termen scurt este administrată în mod normal înainte de intervenția chirurgicală sau un tratament dentar. Conform ghidurilor, în practica medicală curentă, concentratul C1-INH este utilizat pentru aceasta și administrat cu 1-1,5 ore înainte de procedură. În țările în care concentratul plasmatic de C1 INH nu este disponibil sau disponibil doar în caz de urgență (edem laringian), tratamentul cu doze mari de androgen este administrat timp de 5-7 zile.

## Tratament
AEE nu răspunde la tratamentul cu antihistaminice, corticosteroizi sau epinefrină. În faza acută a atacului scopul tratamentului este oprirea progresiei edemului cât mai repede posibil, ceea ce poate însemna salvarea vieții, în special dacă edemul este laringian. În situațiile de urgență în care concentratul plasmatic de C1 INH nu este disponibil, plasma proaspătă poate fi utilizată ca alternativă deoarece conține C1 INH.
Alte modalități de tratament pot stimula sinteza C1 INH sau pot reduce consumul de C1 INH. Inhibitorul C1 purificat, derivat din sânge uman, a fost utilizat în Europa încă din 1979. Mai multe tratamente cu C1 INH sunt acum disponibile. Spre exemplu, exista C1 INH uman de tip pasteurizat care se utilizează in faza acută a atacurilor. C1 INH uman de tip nanofiltrat se utilizează și în profilaxia atacurilor. Aceste medicamente sunt aprobate de către FDA încă din 2008.
Există disponbil pentru tratament (profilaxie și atac) și C1 INH recombinant, analog cu cel de origine umană. Acesta se obține prin tehnologia ADN recombinant. 
Alte alternative terapeutice sunt reprezentate de medicamente precum ecalantida care inhibă kalikreina din plasma sau icatibant care blochează receptorul B2 pentru bradikinină 20). Sunt utilizate în atacurile acute și sunt aprobate de FDA.
Pentru un management complet al AEE se recomandă evitarea stimulilor specifici care favorizează apariția atacurilor.